# امین رشید نخله
امین رشید نخله (۱۹۰۱ - ۱۹۷۶) فرزند رشید نخله، شاعر و ادیب لبنانی بود. پس از احمد شوقی، او خود امین نخله را «امیر الشعراء» خواند. از آثار شعری او: «دفتر الغزل (۱۹۵۴)»، «الدیوان الجدید (۱۹۶۲)» و در نثر: «المفکرة الریفیة (۱۹۴۵)» و «ذات العماد (۱۹۵۷)». 